# Poliopogon mendocino
Poliopogon mendocino är en svampdjursart som beskrevs av Henry M. Reiswig 1999. Poliopogon mendocino ingår i släktet Poliopogon och familjen Pheronematidae. Inga underarter finns listade i Catalogue of Life.